# 野原璃乙
野原 璃乙（のはら りお、2006年8月2日 - ）は、日本の元子役である。テアトルアカデミー劇団コスモス児童部に所属していた。埼玉県出身。

## 人物
- 特技はジャズダンス[1]。
- 2017年11月30日、11歳の時、芸能界を引退した。理由は、一般人になりたかったためである。

## 出演

### テレビドラマ
- 全開ガール（2011年、フジテレビ）
- 連続テレビ小説 とと姉ちゃん（2016年、NHK）フミコ（美子の友人） 役

### テレビ番組
- みいつけた!（2012年 - 2015年、NHK Eテレ）スイちゃん役（2代目）

### CM
- ユーキャン「幼稚園バス篇」
- カルピス「カルピスやってみようの歌篇・お楽しみ会篇」

### スチール
- ベネッセ「こどもちゃれんじぽけっと」
- ベネッセ「こどもちゃれんじほっぷ English」